# Scherfbach
Der Scherfbach ist ein knapp zehn km langer, linker Zufluss der Dhünn, einem Nebenfluss der Wupper.

## Name
Das Gewässer wurde erstmals 1555 als Die Schorf schriftlich erwähnt. Der Name leitet sich wohl vom germanischen Wort *skarfa- „Brettstück“ ab.

## Geographie

### Verlauf
Der Scherfbach entspringt auf einer Höhe von 245,2 m ü. NHN bei Schnappe in der Gemeinde Kürten. Er fließt nach Westen und mündet auf einer Höhe von 73,7 m ü. NHN bei Odenthal in die Dhünn.

### Einzugsgebiet
Das knapp 17 Quadratkilometer große Einzugsgebiet liegt in der Naturregion Bechener Hochfläche und wird über die Dhünn, die Wupper und den Rhein in die Nordsee entwässert.
Es wird
- im Norden durch die Einzugsgebiete der Dhünnzuflüsse Klaubergbach, Hortenbach, Pfengstbach, Bömericher Bach und der Dhünn selber,
- im Osten durch die des Dhünnzuflusses Kleinheider Bach und des Sülzzuflusses Dürschbach,
- im Westen durch das des Dhünnzuflusses Schwarzbroicher Bach und
- im Süden durch die der Flehbachzuflusses Strunde und des Dhünnzuflusses Mutzbach

begrenzt.

### Zuflüsse
| Stat. in km | Name                   | GKZ        | Lage   | Länge in km |
| ----------- | ---------------------- | ---------- | ------ | ----------- |
| 008,50      | Schwarzer Siefen       | 273686-12  | links0 | 000,8580    |
| 007,60      | Rosauer Bach           | 273686-2   | links0 | 001,9340    |
| 007,40      | Kochsfelder Bach       | 273686-32  | rechts | 001,6380    |
| 007,00      | Buscher Bach           | 273686-4   | rechts | 001,880     |
| 006,50      | Meuter Bach            | 273686-52  | rechts | 001,0480    |
| 005,60      | Steinhauser Siefen     | 273686-56  | links0 | 001,0660    |
| 005,10      | Schallemicher Bach     | 273686-58  | links0 | 001,1620    |
| 004,50      | Käsbach                | 273686-6   | links0 | 002,3470    |
| 004,40      | Amtmannscherfer Siefen | 273686-712 | links0 | 001,0970    |
| 003,50      | Hunger Bach            | 273686-72  | rechts | 001,2750    |
| 003,40      | Hambach                | 273686-8   | links0 | 001,8940    |
| 000,80      | Selbach                | 273686-98  | rechts | 001,4970    |

Anmerkungen zur Tabelle
1. ↑  Siehe auch: Liste der Fließgewässer im Flusssystem Scherfbach
2. ↑  Gewässerkennzahl, in Deutschland die amtliche Fließgewässerkennziffer mit zur besseren Lesbarkeit eingefügtem Trenner hinter dem Präfix, das einheitlich für den allen gemeinsamen Vorfluter Scherfbach steht.

## Naturschutzgebiete
- Naturschutzgebiet Scherfbachtal (Kürten)
- Naturschutzgebiet Scherfbachtal (Odenthal)